# Oxeoschistus fuscus
Oxeoschistus fuscus är en fjärilsart som beskrevs av Krüger 1929. Oxeoschistus fuscus ingår i släktet Oxeoschistus och familjen praktfjärilar. Inga underarter finns listade i Catalogue of Life.